# Církevní domov mládeže Svaté rodiny
Církevní domov mládeže Svaté rodiny v Brně-Veveří provozuje brněnská Kongregace Milosrdných sester III. řádu sv. Františka od září 1993 v areálu budov z roku 1927, které jí byly v roce 1990 vráceny v restituci. Slouží pro ubytování dívek studujících na kterékoliv brněnské střední nebo vyšší odborné škole a při volné kapacitě i pro vysokoškolské studentky, ale provozuje také jídelnu poskytující ubytovaným celodenní stravování. Velká část ubytovaných studuje vedle stojící Církevní střední zdravotnickou školu.